# Nahr Al Madfoun
 (janvier 2016).
Si vous disposez d'ouvrages ou d'articles de référence ou si vous connaissez des sites web de qualité traitant du thème abordé ici, merci de compléter l'article en donnant les références utiles à sa vérifiabilité et en les liant à la section « Notes et références ».
 (février 2015).
Nahr Al Madfoun ou le fleuve d'Al Madfoun est un fleuve libanais, issu de ruisseaux saisonniers du Mont Liban, il se jette dans la mer Méditerranée au sud de Batroun au village de Madfoun. Il s'assèche totalement en été et n'est pas navigable.